# VT100

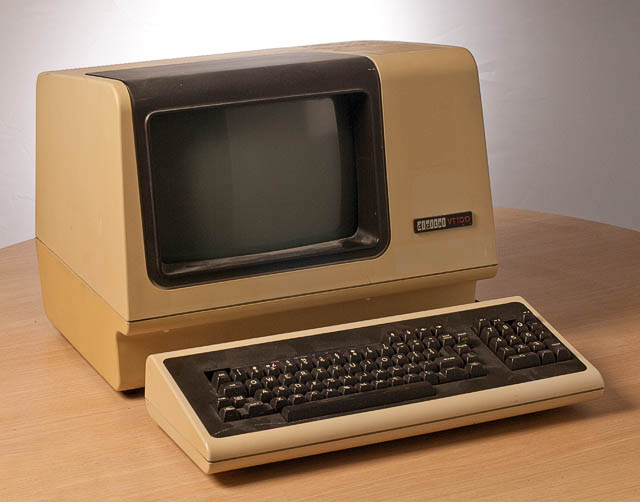
Dec VT100

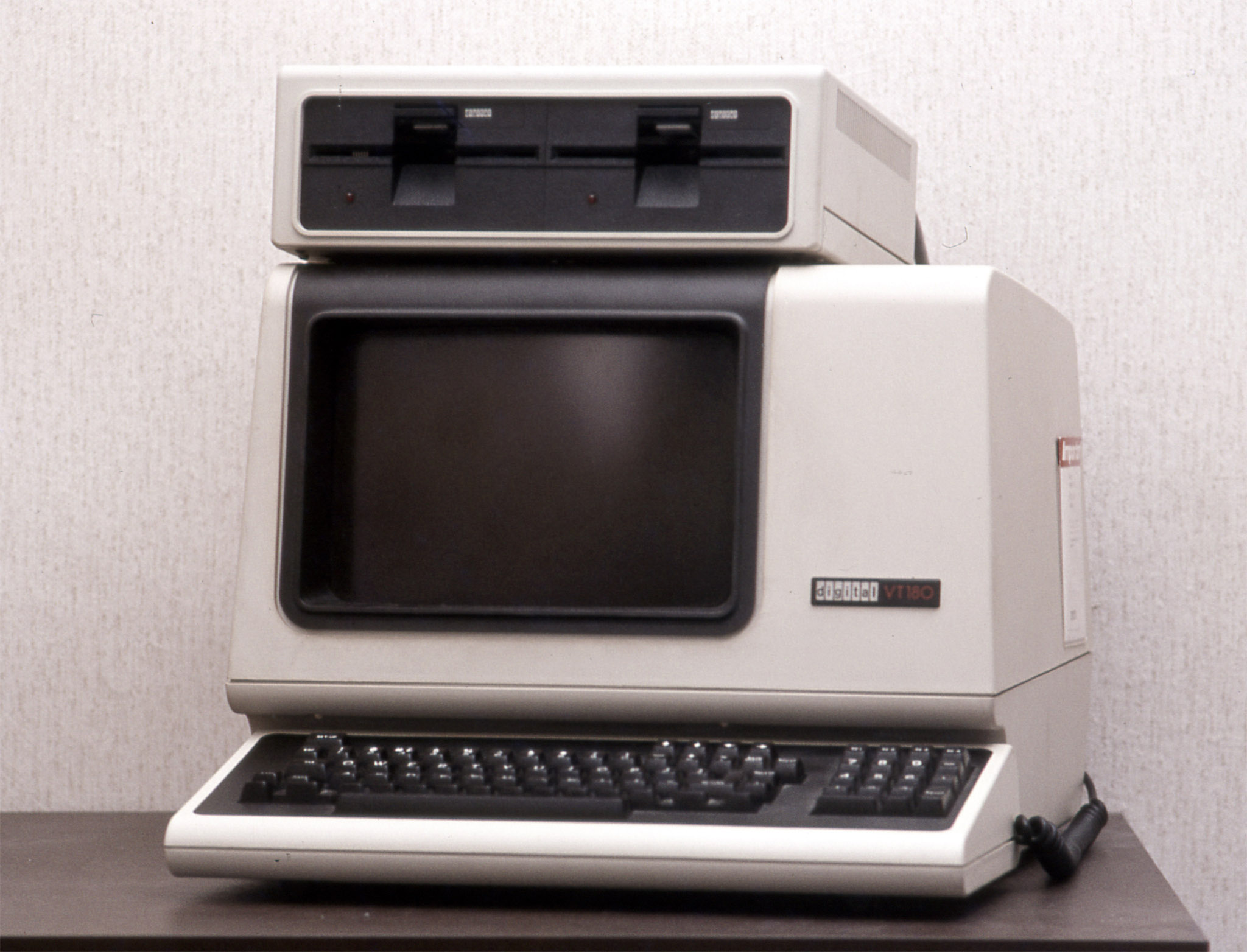
Terminal VT180.

Le VT100 était un terminal informatique à écran cathodique produit par Digital Equipment Corporation (DEC), qui est devenu un standard de fait dans le domaine des terminaux.
Le VT100 a été commercialisé en août 1978, en tant que successeur du VT52. Il communiquait avec le système auquel il était connecté via des lignes séries. Les données étaient composées de caractères ASCII et de codes de contrôle (appelées séquences d'échappement, et données par la norme ANSI). Ces séquences permettaient entre autres de déplacer le point d'écriture à l'écran, de modifier la taille des lignes (80 ou 132 colonnes), de fixer les attributs du texte (clignotant, gras, vidéo inverse, souligné) et d'utiliser un jeu de caractères graphiques (pour le dessin de formulaires). Ces dernières fonctionnalités étaient  innovantes à l'époque.
La configuration du VT100 était réalisée au moyen d'écrans interactifs affichés sur le terminal lui-même. Les paramètres étaient sauvegardés dans une mémoire non volatile.
Les séquences de contrôle du VT100 sont basées sur le standard ECMA-48, également normalisé ISO/CEI 6429 et ANSI X3.64. Pour ces raisons, on parle parfois de codes d'échappement ANSI. Le VT100 n'était pas le premier terminal à utiliser le standard X3.64 : la société Heath avait déjà réalisé un terminal vidéo qui utilisait un sous-ensemble du standard.
Le VT100 a été le premier terminal de DEC à être équipé d'un microprocesseur standard du marché, le 8080 d'Intel.
On pouvait adjoindre au terminal une imprimante externe et un dispositif de graphisme et de mémoire supplémentaire (l'« AVO », pour advanced video option). Sans cette dernière option, le VT100 ne pouvait pas afficher 24 lignes de texte lorsqu'il fonctionnait en mode 132 colonnes.
Des versions à coût réduit du VT100 ont été créées par la suite : le VT101 et le VT102 (qui était équipé de l'AVO et de l'imprimante). Le VT100 est devenu une plateforme sur laquelle DEC a construit d'autres produits. Le VT105 contenait un système graphique simple, largement compatible avec le VT55. Le VT125 disposait d'une implémentation de ReGIS, Remote Graphic Instruction Set. Le VT103 intégrait un processeur LSI-11, et le VT278 un processeur PDP-8, ce qui lui permettait de faire fonctionner le traitement texte de DEC WPS-8. Le VT180 (nom de code « Robin ») comportait une carte mère de micro-ordinateur basée sur le Z80, ce qui lui permettait de faire fonctionner CP/M.
En 1983, le VT100 a été remplacé par la série des VT200, notamment le VT220 qui introduisit le support du Multinational Character Set.
En août 1995, la branche « terminaux » de DEC a été vendue à Boundless Technologies.